# Góra Witosławska
Góra Witosławska (491 m n.p.m.) – szczyt w Paśmie Jeleniowskim, Gór Świętokrzyskich. Porośnięty lasem jodłowo-bukowym. Na zachodnim stoku góry, od strony Szczytniaka, usytuowany jest rezerwat przyrody Małe Gołoborze.
Na północno-wschodnim zboczu góry, przy drodze prowadzącej na Przełęcz Karczmarka, znajduje się drewniana rzeźba Jezusa Chrystusa z XIX wieku. Ok. 50 m wyżej, przy leśnej ścieżce prowadzącej na szczyt wznosi się kaplica pw. Zesłania Ducha Świętego z XVIII wieku, wybudowana przez benedyktynów z klasztoru na Łysej Górze i rozbudowana w pierwszej połowie XIX wieku. Do pierwotnej kaplicy, która obecnie stanowi prezbiterium, dobudowano wówczas nawę. Fundatorem rozbudowy był pułkownik wojsk polskich Antoni Libiszowski. Wewnątrz znajduje się kamienna chrzcielnica z XIX wieku, barokowe krucyfiksy, rokokowe lichtarze, oraz kropielnica z XVIII wieku.
Kaplica została wpisana do rejestru zabytków nieruchomych (nr rej.: A.627 z 19.06.1958 i z 14.01.1972). Obok kaplicy, przy źródełku, kamienna figura Matki Bożej z Dzieciątkiem, z XVIII wieku.
Na Górze Witosławskiej w 1708 r. wzniósł ufortyfikowaną pustelnię samozwańczy kaznodzieja, cudotwórca i prorok Antoni Jaczewicz, którego nauki zmusiły biskupa krakowskiego do organizacji zbrojnych wypraw na pustelnię celem schwytania Jaczewicza.